# Àngel Prat Hostench
Blahoslavený Àngel Prat Hostench, řeholním jménem Àngel María (30. dubna 1896, Banyoles – 29. července 1936, Clot dels Aubens) byl španělský římskokatolický kněz, řeholník Řádu karmelitánů a mučedník.

## Život
Narodil se 30. dubna 1896 v Banyoles.
Navštěvoval školu ve svém rodném městě. Brzy se v něm probudila touha po řeholním životě a odešel ke karmelitánům v Olot. Roku 1912 složil své časné sliby, přijal hábit a jméno Àngel María. O čtyři roky později složil své věčné sliby. Roku 1918 po studiích přijal v Gironě kněžské svěcení. Roku 1923 byl jmenován rektorem menšího semináře v Olot a později se také stal profesorem přírodních věd. Choval velkou úctu k Panně Marii a stal se horlivým kazatelem a zpovědníkem. Asi roku 1922 byl poslán do kláštera v Tàrreze, kde od roku 1933 působil jako převor.
Před vypuknutím Španělské občanské války již v zemi vypukla protikatolická nálada. Tato nálada se nevyhnula ani klášteru v Tàrreze, např. v únoru 1934 našli bratři rozbitý svatostánek a rozházené hostie na zemi. Od října byli zdi kláštera hlídány komunisty. Následně v červnu 1936 byla bratrům zakázána práce v nemocnicích a na školách. Dne 20. července byli bratři varováni před útokem a otec Àngel se rozhodl uzavřít kostel a pět kandidátů a dva novice poslal domů. Dalšího dne byli vyzváni opustit klášter. Otec Àngel chtěl získat povolení odjezdu bratrů do Itálie, což se mu nepodařilo. Poté byl on a jedenáct spolubratrů zatčeno a v noci byli odvezeni na místo zvané Clot dels Aubens nedaleko Cervery. Zde byli všichni zastřeleni. Před výstřely zvolávali Ať žije Kristus Král!. Stalo se tak 29. července 1936.
Těla mučedníků byla spálena a zbytky ostatků byly jedním knězem sesbírány a uloženy do karmelitánského kostela v Tàrreze.

## Proces blahořečení
Jeho proces blahořečení byl zahájen roku 1959 v arcidiecézi Barcelona spolu s dalšími patnácti karmelitánskými spolubratry a jednou řeholnicí.
Dne 26. června 2006 uznal papež Benedikt XVI. jejich mučednictví. Blahořečeni byli 28. října 2007.